# 拉波夫拉托尔内萨
拉波夫拉托尔内萨，是西班牙瓦伦西亚自治区卡斯特利翁省的一个市镇。总面积26平方公里，总人口581人（2001年），人口密度22人/平方公里。